# Good Apollo, I'm Burning Star IV, Volume One: From Fear Through the Eyes of Madness
Good Apollo I'm Burning Star IV, Volume One: From Fear Through the Eyes of Madness è il terzo album in studio del gruppo musicale statunitense Coheed and Cambria, pubblicato il 20 settembre 2005 dalla Columbia Records e dalla Equal Vision Records.

## Descrizione
A differenza degli album precedentemente realizzati dal gruppo, il disco racconta la storia sotto il punto di vista dell'autore.
Il disco è stato posizionato alla numero 69 dalla rivista Guitar World per i 100 migliori album di chitarra della storia. È stato inoltre eletto come "Best Album of the Year" ai Metal Hammer Awards nel gennaio del 2006.

## Tracce
Testi di Claudio Sanchez, musiche dei Coheed and Cambria.
1. Keeping the Blade – 2:09
2. Always & Never – 2:24
3. Welcome Home – 6:17
4. Ten Speed (of God's Blood & Burial) – 3:47
5. Crossing the Frame – 3:27
6. Apollo I: The Writing Writer – 5:15
7. Once Upon Your Dead Body – 3:19
8. Wake Up – 3:36
9. The Suffering – 4:15
10. The Lying Lies & Dirty Secrets of Miss Erica Court – 3:17
11. Mother May I – 4:32
12. The Willing Well I: Fuel for the Feeding End – 7:17
13. The Willing Well II: From Fear Through the Eyes of Madness – 7:28
14. The Willing Well III: Apollo II: the Telling Truth – 7:19
15. The Willing Well IV: The Final Cut – 7:30 – contiene la traccia fantasma Bron-Y-Aur

Traccia bonus nell'edizione giapponese
1. A Favour House Atlantic (Live) – 3:11

Live at The Avalon, L.A. – CD bonus nell'edizione limitata
1. Welcome Home
2. Blood Red Summer
3. In Keeping Secrets of Silent Earth: 3
4. The Willing Well IV: The Final Cut

DVD bonus nell'edizione speciale
1. "The Suffering" Music Video
2. "Welcome Home" Music Video
3. Animated Vignettes
4. In the Studio
5. A Favor House Atlantic: The Movie
6. A Favor House Atlantic: Bloopers

## Formazione
Gruppo
- Claudio Sanchez – voce principale, chitarra, interludi musicali (tracce 12-15)
- Travis Stever – chitarra, lap steel guitar, voce
- Michael Todd – basso, voce
- Joshua Eppard – batteria, tastiera, voce

Altri musicisti
- Janiris Sanchez – voce di Child (tracce 2 e 15)
- Karl Berger – arrangiamento strumenti ad arco (tracce 2, 3 e 8)
- Ron Lawrence – viola (tracce 2, 3 e 8)
- Tomas Ulrich – violoncello (tracce 2, 3 e 8)
- Meg Okura – violino (tracce 2, 3 e 8)
- Julianne Klopotic – violino (tracce 2, 3 e 8)
- Danny Louis – tastiera (tracce 5, 10 e 15)
- Daniel Sadownick – percussioni (traccia 6 e 8)
- Sarah Kathryn Jacobs – cori (tracce 9 e 15)

Produzione
- Michael Birnbaum – produzione, ingegneria del suono
- Chris Bittner – produzione, ingegneria del suono
- Coheed and Cambria – produzione
- David Bottrill – missaggio (eccetto traccia 9)
- Andy Wallace – missaggio (traccia 9)
- Brian "Big Bass" Gardner – mastering